# 소양강문화제
소양강문화제는 강원특별자치도 춘천시에서 개최하는 축전이다.